# Magí Miquel
Magí Miquel (Tàrrega, ? - ?, ?) fou un militar català que participà en la primera guerra carlina a les ordres de Ramon Cabrera.
Va començar la carrera militar el 1802, llicenciant-se el 1818 com a caporal. Entrà de nou a l'exèrcit el 1822, sent ascendit el 1823 a tinent, però el 1831 fou retirat en agredir un altre oficial. Durant la primera guerra carlina fou nomenat governador de la guarnició carlina de Cantavella, però la perdé durant l'absència de Ramon Cabrera en l'assalt cristí d'Evaristo San Miguel el 31 d'octubre de 1836.